# Хасьянов, Зефэр Ибрагимович
Зефэр (Геннадий) Ибрагимович Хасьянов (род. 11 марта 1946, Москва) — советский хоккеист, вратарь. Умер 31 октября 1994 г.

## Биография
Зефэр Хасьянов родился 11 марта 1946 года в городе Москва.
Занимался хоккеем с шайбой в московском «Динамо». Выступал за молодёжную команду бело-голубых, однако, понимая, что пробиться в главную команду, где ворота защищали голкиперы сборной СССР Борис Зайцев и Владимир Чинов, перебрался в ярославский «Мотор», где в сезоне-1964/65 дебютировал во взрослом хоккее в классе «Б».
В 1966—1969 годах играл за ленинградское «Динамо». В сезоне-1966/67 в его составе выиграл третью группу класса «А». 
В 1969 году перешёл в московские «Крылья Советов». В их составе провёл неполные три сезона, сыграл 41 матч в чемпионате СССР и 2 матча в Кубке страны.
В середине сезона-1971/72 перебрался в ташкентский «Спартак» (позже «Бинокор»), игравший во второй лиге. Выступал за него в течение четырёх сезонов.
В 1975—1979 годах выступал за ярославское «Торпедо» во второй лиге.